# Cephalocarpus rigidus
Cephalocarpus rigidus là một loài thực vật có hoa trong họ Cói. Loài này được Gilly ex Gleason & Killip mô tả khoa học đầu tiên năm 1939.